# あいりん労働福祉センター

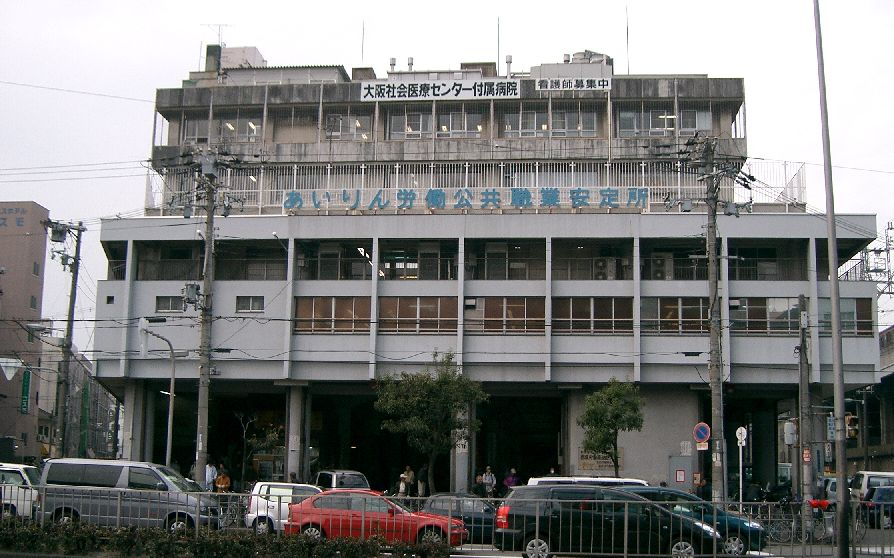
あいりん労働福祉センターの正面

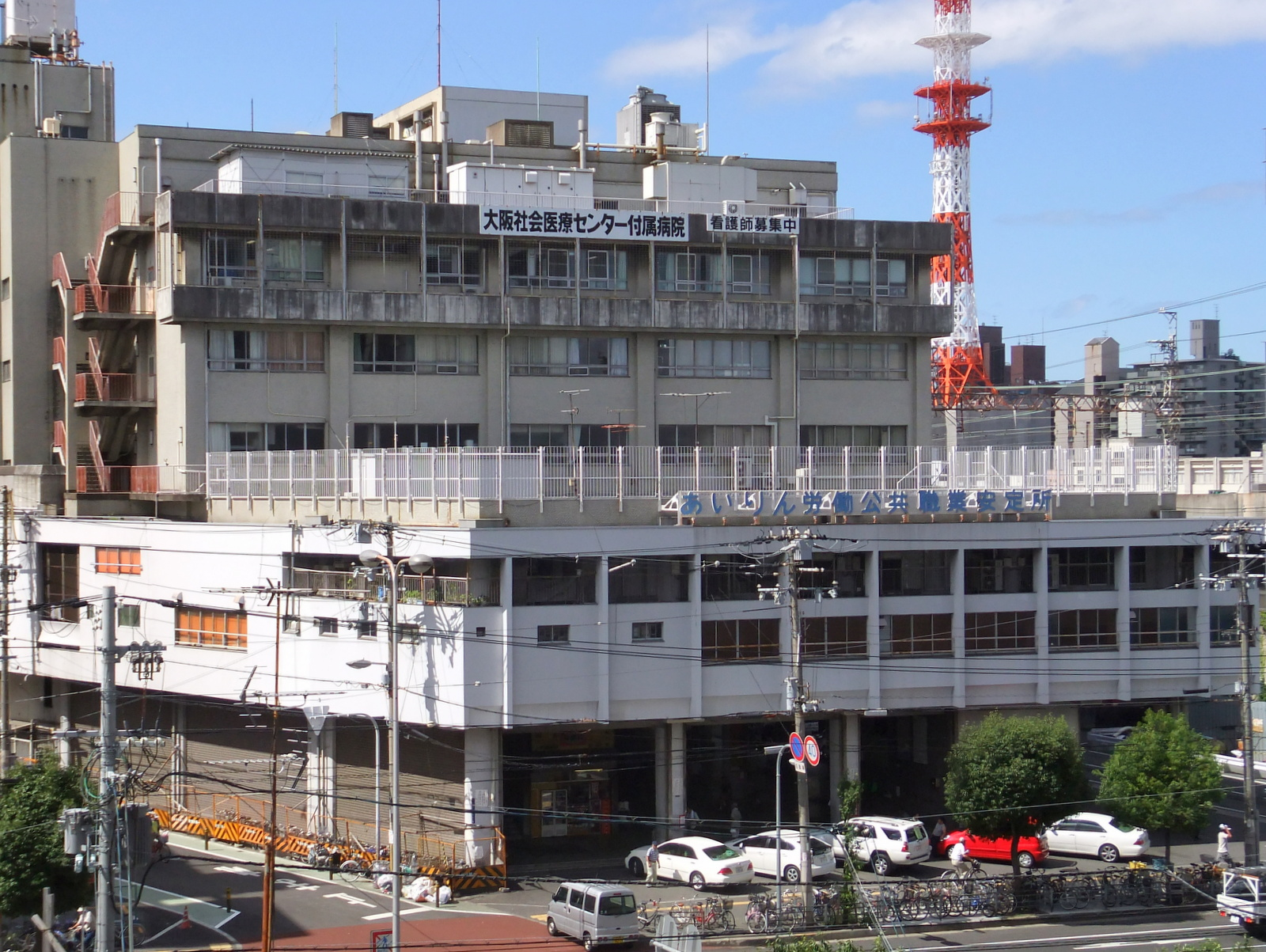
あいりん労働福祉センターの外観

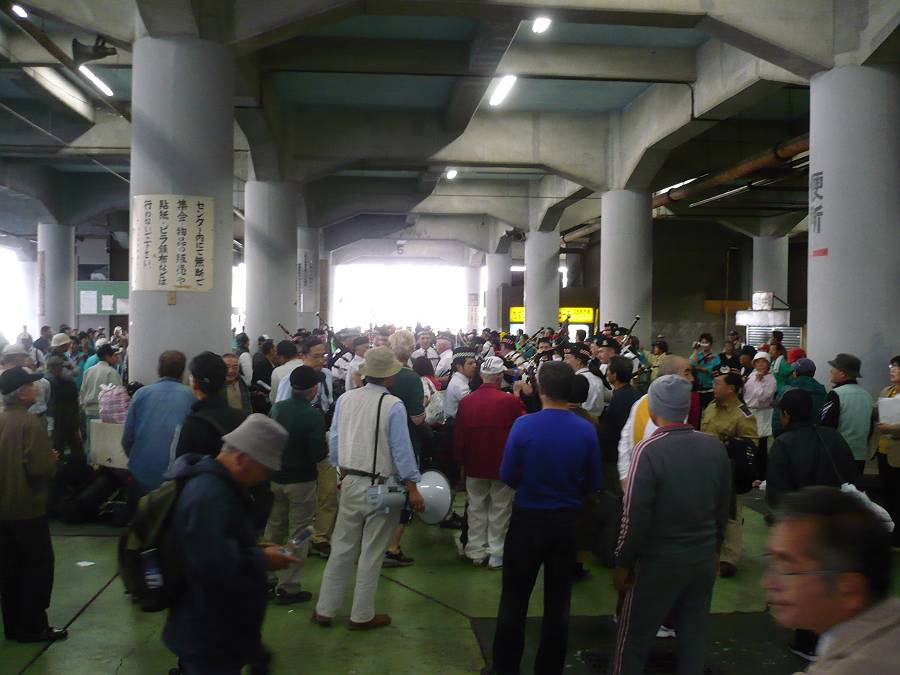
あいりん労働福祉センターの内部

あいりん労働福祉センター（あいりんろうどうふくしセンター）は、大阪府大阪市西成区萩之茶屋に立地する、「あいりん地区の日雇い労働者の就労斡旋と福祉の向上」を目的に設置された福祉施設。
あいりん総合センターや西成労働福祉センターと混同している人が多い。あいりん総合センター内の労働施設があいりん労働福祉センターであり、あいりん労働福祉センター内に公益財団法人西成労働福祉センターがあった。

## 概要
公益財団法人西成労働福祉センターが施設の管理・運営をしており、建物内には、あいりん労働公共職業安定所（あいりんろうどうこうきょうしょくぎょうあんていじょ）、テナントの売店、食堂、喫茶店などがある。
早朝5時に1階のシャッターが開けられ、日雇労働者が集まり、関西圏やそれ以外の地域の会社の者により、土工や解体業などの仕事の求人活動が行われている。この場は「寄り場」（寄せ場）と呼ばれた。ピロティ構造になっていることも手伝い、その日の仕事に付けなかった者たちの憩いの場にもなっていた。利用時間は、午前5時より午後6時となっている。
大阪社会医療センター付属病院と一体となっており（住所は同じ）、病院も含めた建物全体が「あいりん総合センター」あるいは「西成あいりんセンター」と呼ばれる。

## 構造
地上4階、地下1階からなる鉄筋コンクリート製の建築物。3・4階に西成労働福祉センターがあり、5 - 13階に大阪社会医療センター附属病院と市営住宅が配置されていた。

### 建物内の施設
- シャワールーム（地下1階＜旧雇用促進事業団＞）
- 寄場（1階＜旧雇用促進事業団＞、3階北側＜旧雇用促進財団と大阪府＞）
- 理髪店（2階）
- ロッカールーム（2階）
- 売店（1階、3階）
- 食堂（3階）
- あいりん労働公共職業安定所（窓口北側3階、4階）
- 西成労働福祉センター（南側3階）
- 玉出年金事務所　出張所（南側4階）

## 沿革
竣工は1970年（昭和45年）10月1日。
築40年以上を経て老朽化が進行しており、大阪市は調査・検討費用として2011年度予算に1200万円を計上した。調査の結果耐震性に問題があるとして建て替えが行われることとなり、病院以外のスペースについては2019年（平成31年）3月31日をもって閉鎖されることとなった。労働者側が抵抗したためシャッターを閉める事が出来ず、同年4月24日の機動隊を投入した大掛かりな労働者等の強制排除まで電気を遮断したままシャッターが開けられていた。ハローワークは南海電鉄の高架下に移転。閉鎖に対する抗議でゴミを寄せ集めてバリケードが作られたが、その後は便乗して外部からもゴミが持ち込まれるようになったという。

### 建替後の施設
大阪府では現施設の解体後、2025年頃を目処に新しい建物を完成させる予定を示していた。旧施設に存在した市営住宅並びに病院部分については萩之茶屋小学校跡地に新築移転させ、新施設には西成労働福祉センター及びあいりん労働公共職業安定所が入居する形を想定している。この方針に従い、病院は2020年12月に移転した。
しかし実際には、建物の閉鎖後も数十人程度の路上生活者が「新施設で休息場所が失われる」として建物を占拠。このため前段となる解体作業に着手できない状況が続いた。これに対し大阪府は占拠者の立ち退きを求める裁判を起こし、1審の大阪地裁（2021年12月）、2審の大阪高裁（2022年12月）では共に大阪府の主張を認める判決が出されているものの、立ち退きを強制する仮執行が認められなかったため、以降も占拠状態が継続していたが、2024年5月29日、路上生活者側による最高裁判所への上告が却下され、大阪府の勝訴が確定した。
同年12月1日、大阪地方裁判所が強制執行に着手、野宿者の排除が行われた。

## 所在地・アクセス
- 大阪府大阪市西成区萩之茶屋1丁目3番44号
  - JR・南海 新今宮駅西口より徒歩1分